# 朱志清
朱志清（1969年7月18日—）是前臺灣男子籃球運動員，場上主打中鋒位置。畢業於輔仁大學，學生時代即為知名球星，民國78年與邱宗志率領輔仁大學擊敗文化大學拿下大專籃球聯賽冠軍。其後在業餘時期直至中華職籃二年為其全盛時期，與鄭志龍、周俊三、李雲光長期被相提並論，（他跟鄭志龍是從國中時期就同校的隊友，也是好友）同為該年代台灣籃球代表人物。於中華職籃解散後，赴美隨父親學習建築土木，於2003年一度在達欣虎教頭劉嘉發邀請下返台擔任助理教練，協助訓練達欣隊長人吳岱豪，但不到半年即返美。

## 其他逸聞
從業餘時代公賣金龍起，便開始偶有滯美不歸的現象，主因在於籃球工作的價碼與行情考量。曾有一雙胞胎兄弟於出生三天後夭折，排行老大，有一妹。剛進大安國中時因只有160公分，進校隊被教練分配在三軍，替補中的替補，直到分齡校際比賽才因比賽表現被重視，但也因替補球員登錄身份而無法參加當年決賽。

## 外部連結
- 朱志清在fiba.basketball（英语）
- 朱志清在archive.fiba.com（存檔）（英语）